# Saint-Philibert (Québec)
Saint-Philibert è un comune del Canada, situato nella provincia del Québec, nella regione di Chaudière-Appalaches.